# Дали, Сальвадор
Сальвадо́р Дали́ (полное имя — Сальвадор Доме́нек Фелип Жасинт Дали-и-Доме́нек, маркиз де Дали де Пу́боль, кат. Salvador Domènec Felip Jacint Dalí i Domènech, Marqués de Dalí de Púbol, исп. Salvador Domingo Felipe Jacinto Dalí i Domènech, Marqués de Dalí y de Púbol; 11 мая 1904, Фигерас — 23 января 1989, там же) — испанский живописец, график, скульптор, режиссёр и писатель. Один из самых известных представителей сюрреализма.
Работал над фильмами: «Андалузский пёс», «Золотой век» (режиссёр — Луис Бунюэль), «Заворожённый» (режиссёр — Альфред Хичкок). Автор книг «Тайная жизнь Сальвадора Дали, рассказанная им самим» (1942), «Дневник одного гения» (1952—1963), Oui: The Paranoid-Critical Revolution (1927—1933), романа «Скрытые лица» (1944) и эссе «Трагический миф Анжелюса Милле».

## Биография

### Детство

Пример творчества

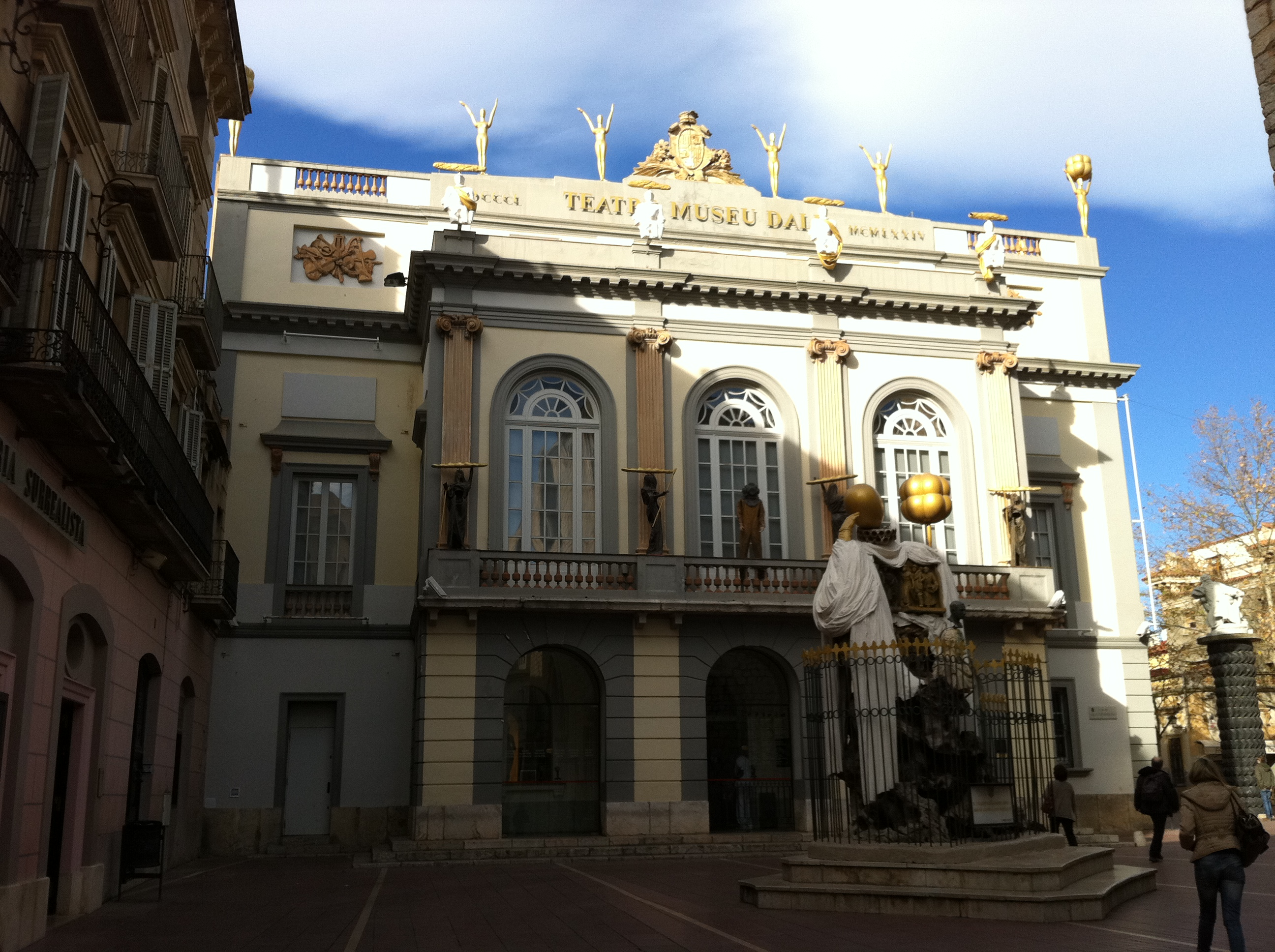
Дом-музей Галы и Сальвадора Дали в Фигерасе

Сальвадор Дали родился в Испании 11 мая 1904 года в городе Фигерасе, провинция Жирона, в семье зажиточного нотариуса. По национальности был каталонцем, воспринимал себя в этом качестве и настаивал на этой своей особенности. У него была сестра, Анна Мария Дали (6 января 1908 — 16 мая 1989), и старший брат (12 октября 1901 — 1 августа 1903), который умер от менингита.
В детстве Дали был сообразительным, но заносчивым и неуправляемым ребёнком. Однажды он затеял скандал на торговой площади ради леденца, вокруг собралась толпа, и полицейские попросили хозяина лавки открыть её во время сиесты и подарить мальчику сладость. Он добивался своего капризами и симуляцией, всегда стремился выделиться и привлечь к себе внимание.
Многочисленные комплексы и фобии — например, страх перед кузнечиками — мешали ему включиться в обычную школьную жизнь, завести с детьми обычные связи дружбы и симпатии, но, как и любой человек, испытывая сенсорный голод, он искал эмоциональный контакт с детьми любыми способами, стараясь вжиться в их коллектив если не в роли товарища, то в любой другой роли, а точнее той единственной, на которую был способен, — в роли эпатажного и непослушного ребёнка, странного, чудаковатого, всегда поступающего вопреки чужим мнениям. Проигрывая в школьных азартных играх, он вёл себя так, будто выиграл, и торжествовал. Иногда без причины затевал драки.
Одноклассники относились к «странному» ребёнку довольно нетерпимо, использовали его страх перед кузнечиками, подсовывали ему за шиворот этих насекомых, чем доводили Сальвадора до истерик. Именно об этом он позднее поведал в своей книге «Тайная жизнь Сальвадора Дали, рассказанная им самим».
Обучаться изобразительному искусству Дали начал в муниципальной художественной школе. С 1914 по 1918 год воспитывался в Академии братьев ордена маристов в Фигерасе. Одним из друзей детства был будущий футболист ФК «Барселона» Хосеп Самитьер. В 1916 году, с семьёй Рамона Пишо́, отправился на каникулы в город Кадаке́с, где познакомился с современным искусством.

### Юность
В 1921 году на 47 году жизни от рака груди умирает мать. Для Дали это стало трагедией. В том же году он поступает в Академию Сан-Фернандо. Рисунок, подготовленный им для экзамена, показался слишком мал смотрителю, о чём он сообщил отцу, а тот, в свою очередь, сыну. Юный Сальвадор стёр весь рисунок с полотна и решил нарисовать новый. До итоговой оценки оставалось всего 3 дня, однако юноша не спешил с работой, чем очень беспокоил своего отца, который и без того за долгие годы натерпелся его причуд. В конце концов юный Дали сообщил, что рисунок готов. Преподаватели в силу чрезвычайно высокого мастерства сделали исключение и приняли молодого эксцентрика в академию.
В 1922 году Дали переезжает в «Резиденцию» (исп. Residencia de Estudiantes), студенческое общежитие в Мадриде для одарённых молодых людей, и начинает учёбу.
В это время Дали знакомится с Луисом Бунюэлем, Федерико Гарсиа Лоркой, Педро Гарфиасом. С увлечением читает работы Фрейда.
После знакомства с новыми течениями в живописи Дали экспериментирует с методами кубизма и дадаизма. В 1926 году его выгоняют из Академии за высокомерное и пренебрежительное отношение к преподавателям. В том же году он впервые едет в Париж, где знакомится с Пабло Пикассо. Пытаясь найти собственный стиль, в конце 20-х годов создаёт ряд работ под влиянием Пикассо и Жоана Миро. В 1929 году участвует вместе с Бунюэлем в создании сюрреалистического фильма «Андалузский пёс».
Тогда же он впервые встречает свою будущую жену Галу (Елену Дмитриевну Дьяконову), бывшую тогда женой поэта Поля Элюара. Сблизившись с Сальвадором, Гала, однако, продолжает встречаться со своим мужем, заводит попутные отношения с другими поэтами и художниками, что в то время казалось приемлемым в тех богемных кругах, где вращались Дали, Элюар и Гала. Понимая, что фактически увёл у друга жену, Сальвадор в качестве «компенсации» пишет его портрет.

### Молодые годы

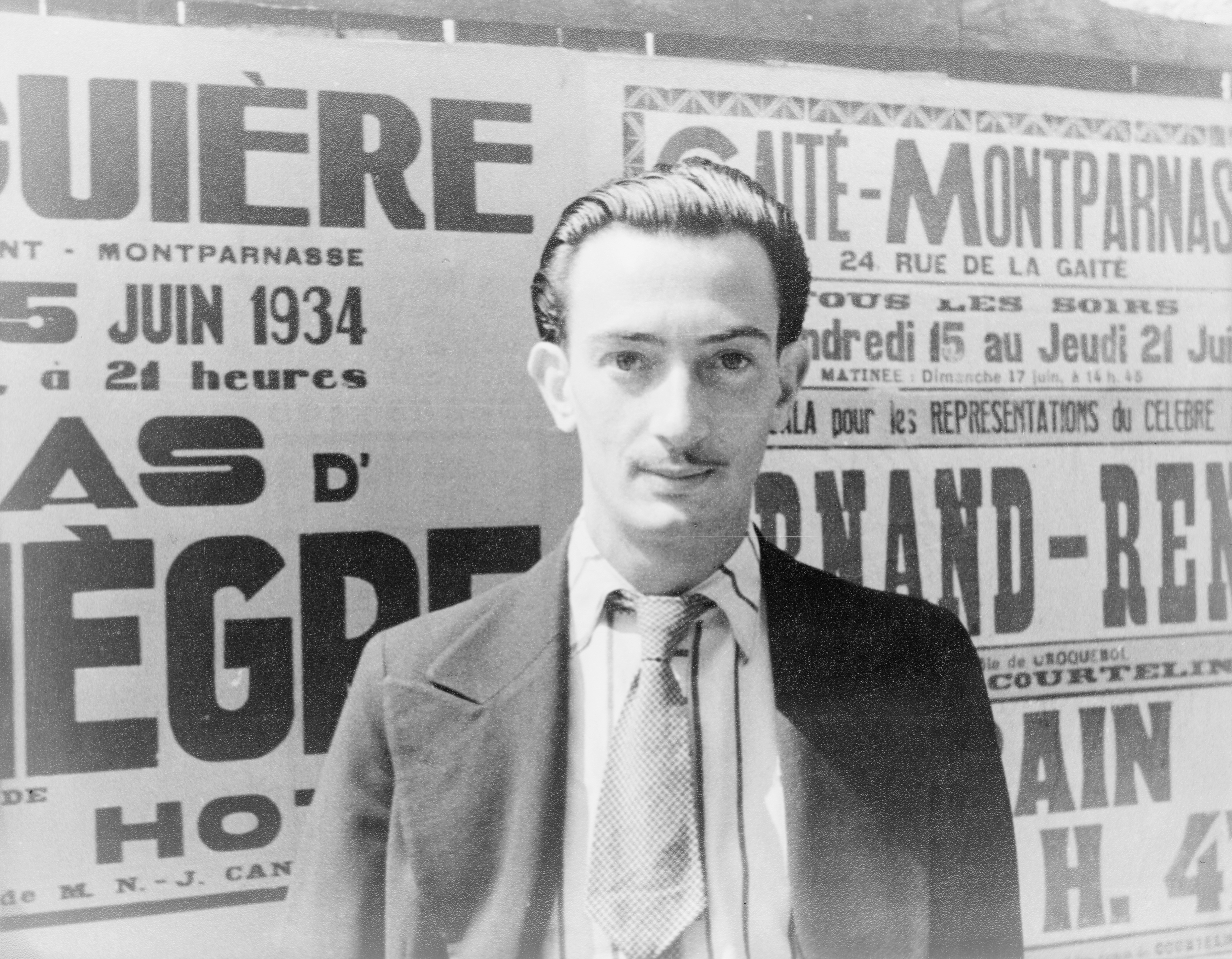
Дали в 1934 году

Работы Дали демонстрируются на выставках, он завоёвывает популярность. В 1929 году примыкает к группе сюрреалистов, организованной Андре Бретоном. В это же время происходит разрыв с отцом. Неприязнь семьи художника к Гале, связанные с этим конфликты, скандалы, а также надпись, сделанная Дали на одном из холстов — «Иногда я с наслаждением плюю на портрет моей матери» — привели к тому, что отец проклял сына и выставил его из дома. Провокационные, эпатажные и ужасные поступки художника далеко не всегда стоило понимать буквально и всерьёз: вероятно, он не хотел оскорбить свою умершую мать и даже не представлял, к чему это приведёт. Возможно, он жаждал испытать серию чувств и переживаний, которые стимулировал у себя таким кощунственным поступком. Эта выходка вызвала сильную ссору с отцом, который бережно хранил память о своей любимой жене. В отместку негодующий Сальвадор Дали послал отцу в конверте свою сперму с гневным письмом: «Это всё, что я тебе должен». Позднее, в книге «Дневник одного гения» художник, будучи уже пожилым человеком, хорошо отзывается об отце, признаёт, что тот сильно любил его и терпел доставляемые сыном страдания.
В 1934 году официально вступает в брак с Галой. В том же году впервые посещает США.

### Разрыв с сюрреалистами
После начала гражданской войны в Испании в 1936 году Дали ссорится с сюрреалистами, стоящими на левых позициях, и его исключают из группы, на что Дали отвечает: «Сюрреализм — это я». Сальвадор был почти полностью аполитичен, и даже его монархистские взгляды не принимали всерьёз.
В 1933 году Дали пишет картину «Загадка Вильгельма Телля», где изображает швейцарского фольклорного героя в образе Ленина с огромной ягодицей. Дали переосмыслил швейцарский миф по Фрейду: Телль стал жестоким отцом, который желает убить своего ребёнка. Наслоились личные воспоминания Дали, порвавшего со своим отцом. Ленин же воспринимался коммунистически настроенными сюрреалистами как духовный, идейный отец. На картине изображено недовольство властным родителем, шаг на пути к формированию зрелой личности. Но сюрреалисты поняли рисунок буквально, как карикатуру на Ленина, и некоторые из них даже пытались уничтожить полотно.

### Эволюция творчества. Отход от сюрреализма
В 1937 году художник посещает Италию и остаётся в восторге от произведений Ренессанса. В его собственных работах начинает доминировать правильность человеческих пропорций и другие черты академизма. Невзирая на отход от сюрреализма, его картины по-прежнему наполнены сюрреалистическими фантазиями. Позднее Дали приписывал себе спасение искусства от модернистской деградации, с чем связывал своё собственное имя, так как Salvador в переводе с испанского означает «Спаситель».
В 1939 году Андре Бретон, насмехаясь над Дали и коммерческой составляющей его творчества, придумал ему прозвище-анаграмму «Avida Dollars», что по-латыни не точно, но узнаваемо значит «алчный до долларов». Шутка Бретона мгновенно приобрела огромную популярность, но не повредила успеху Дали, который намного превосходил коммерческий успех Бретона.

### Жизнь в США
С началом Второй мировой войны Дали вместе с Галой уезжают в США, где они живут с 1940 по 1948 год.
В 1942 году выпускает беллетризованную автобиографию «Тайная жизнь Сальвадора Дали». Его литературные опыты, как и художественные произведения, как правило, оказываются коммерчески успешными. Он сотрудничает с Уолтом Диснеем. Тот предлагает Дали испытать свой талант в кино, но предложенный Сальвадором проект сюрреалистического мультфильма «Destino» был признан коммерчески нецелесообразным, и работа над ним была прекращена. Дали работал с режиссёром Альфредом Хичкоком и создавал декорации для сцены сна из фильма «Заворожённый». Тем не менее сцена вошла в фильм сокращённо из-за коммерческих соображений.

### Зрелые и пожилые годы

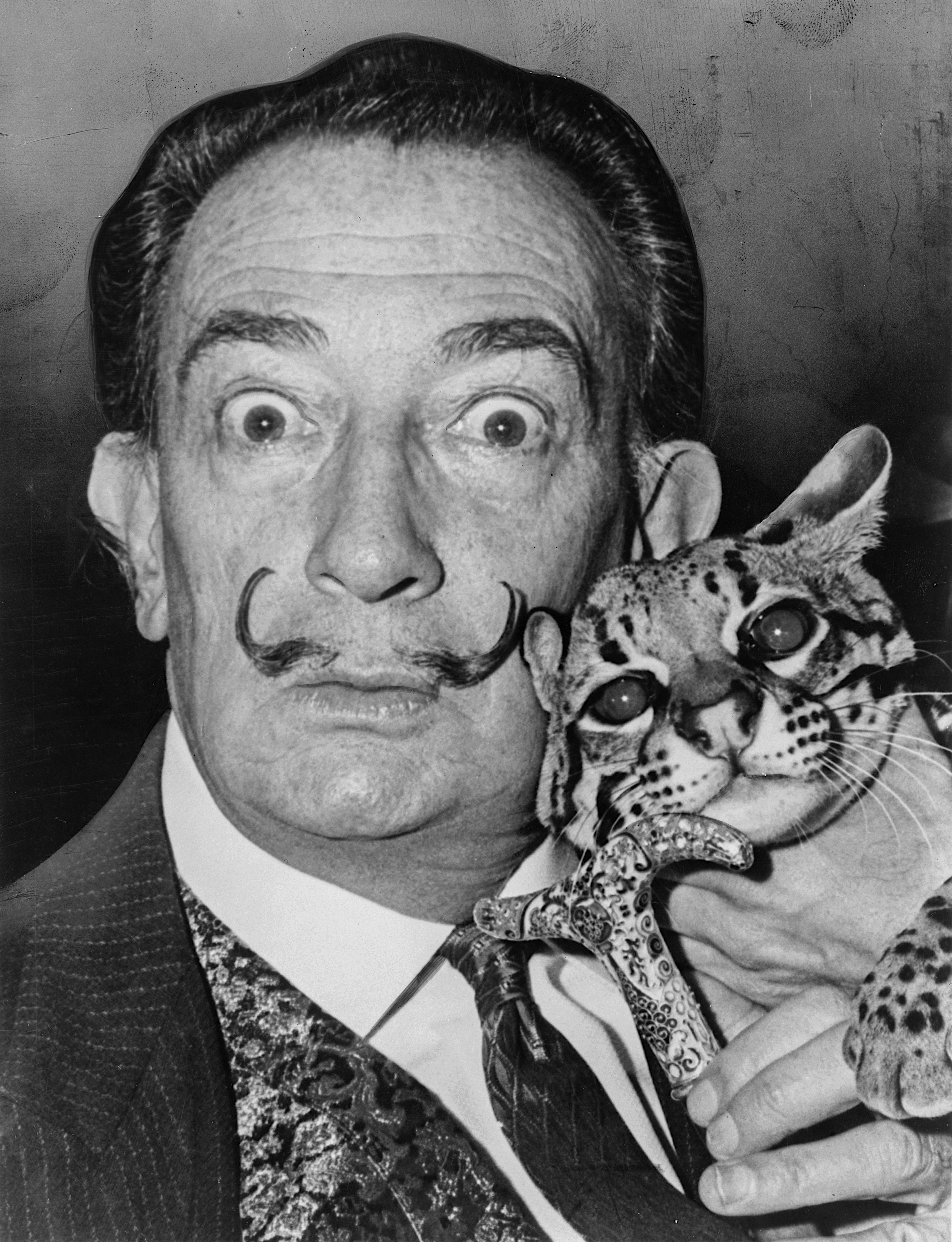
Сальвадор Дали со своим оцелотом по кличке Babou в 1965 году

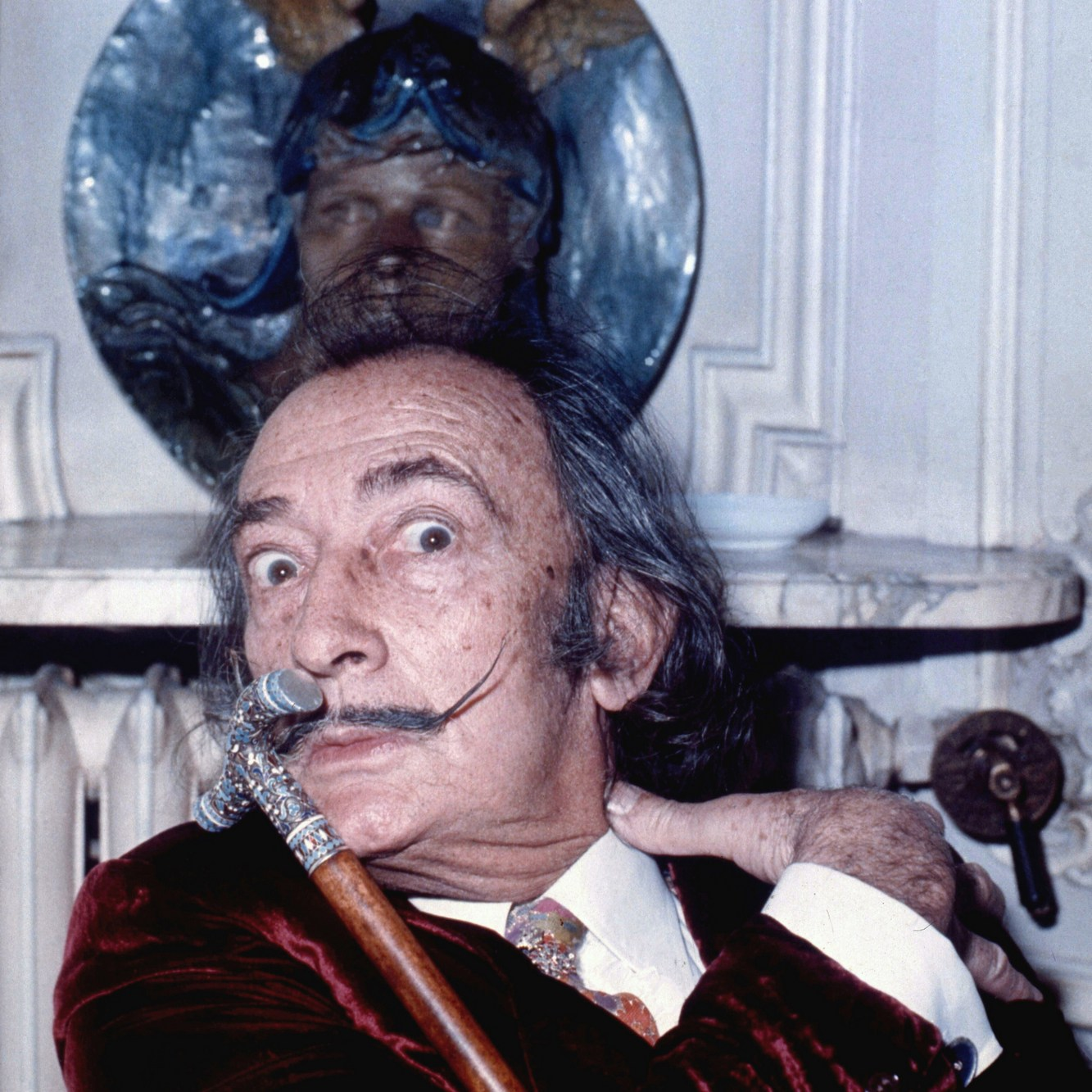
Сальвадор Дали в 1972 г.

После возвращения в Испанию Дали жил преимущественно в Каталонии.
В 1958 году официально венчался с Галой в испанском городе Жирона.
В 1965 году приехал в Париж и покорил его своими работами, выставками и эпатажными поступками. Снимает короткометражные фильмы, делает сюрреалистические фотографии. В фильмах он использует в основном эффекты обратного просмотра, но умело подобранные объекты съёмки (льющаяся вода, мяч, скачущий по ступенькам), интересные комментарии, таинственная атмосфера, созданная актёрской игрой художника, делает фильмы необычными образцами арт-хауса.
Дали снимается в рекламах, причём даже в подобной коммерческой деятельности не упускает возможности для самовыражения. Телезрителям надолго запомнилась реклама шоколада, в которой художник откусывает кусочек плитки, после чего у него от эйфорического восторга закручиваются усы, и он восклицает, что сошёл с ума от этого шоколада.
Его отношения с Галой достаточно сложны. С одной стороны, она с самого начала их отношений продвигала его, находила покупателей его картин, убедила его писать работы, более понятные массовому зрителю на рубеже 20-х — 30-х годов. Когда не было заказа на картины, Гала заставляла мужа разрабатывать товарные бренды, костюмы. Её сильная, решительная натура была очень нужна слабовольному художнику. Гала наводила порядок в его мастерской, терпеливо складывала холсты, краски, сувениры, которые Дали бездумно разбрасывал, ища нужную вещь. С другой стороны, она постоянно имела отношения на стороне, в поздние годы супруги нередко ссорились, любовь Дали была скорее дикой страстью, а любовь Галы не была лишена расчёта, с которым она «вышла замуж за гения».
В 1968 году Дали купил для Галы замок Пуболь, в котором она жила отдельно от мужа, и который он сам мог посещать лишь по письменному разрешению супруги.
В 1981 году у Дали развивается болезнь Паркинсона. В 1982 году умирает Гала.

### Последние годы жизни

Доска на стене в комнате, где погребён Дали

После смерти жены Дали впадает в глубочайшую депрессию. Сами его картины упрощаются, и на них долгое время преобладает мотив скорби, например вариации на тему «Пьета». Болезнь Паркинсона мешает Дали рисовать. Его последние работы («Петушиные бои») представляют собой простые закорючки, в которых угадываются тела персонажей.
Ухаживать за больным и обезумевшим стариком было трудно, он бросал в медсестёр то, что подворачивалось под руку, кричал, кусался.
После смерти Галы Сальвадор переехал в Пуболь, но в 1984 году в замке произошёл пожар. Парализованный старик безуспешно звонил в колокольчик, пытаясь позвать на помощь. В конце концов он превозмог немощь, свалился с кровати и пополз к выходу, но потерял сознание у двери. Дали получил тяжёлые ожоги, но выжил. До этого случая, возможно, Сальвадор планировал, чтоб его похоронили рядом с Галой, и даже приготовил место в склепе в замке, однако после пожара он покинул замок и переехал в театр-музей, где оставался до конца своих дней.
В начале января 1989 года Дали был госпитализирован с диагнозом «сердечная недостаточность». Единственная разборчивая фраза, которую он произнёс за время болезни, была «Мой друг Лорка».
Сальвадор Дали скончался 23 января 1989 года, на 85-м году жизни. Художник завещал похоронить его так, чтобы по могиле могли ходить люди, поэтому тело Дали замуровано в пол в одной из комнат театра-музея Дали в городе Фигерас.
Все свои работы он завещал Испании.

### Эксгумация
В 2007 году испанка Мария Пилар Абель Мартинес заявила, что является внебрачной дочерью Сальвадора Дали. Женщина утверждала, что много лет назад Дали бывал в доме своего друга в городке Кадакес, где её мать работала служанкой. Между Дали и её матерью возникла любовная связь, в результате которой в 1956 году родилась Пилар. Якобы девочка с самого детства знала, что она является дочерью Дали, но не хотела расстраивать чувства неродного отца. По требованию Пилар был проведён тест ДНК, образцом для которого стали волосы и клетки кожи с посмертной маски Дали. Итоги экспертизы указали на отсутствие родственных связей между Дали и Марией Пилар Абель Мартинес, однако Пилар потребовала эксгумации тела Дали для проведения повторной экспертизы.
В июне 2017 года суд в Мадриде принял решение об эксгумации останков Сальвадора Дали для взятия образцов с целью проведения генетической экспертизы для установления возможного отцовства жительницы Жироны. 20 июля гроб с останками Сальвадора Дали был вскрыт, и эксгумация была проведена. За процедурой вскрытия гроба наблюдали 300 человек. В случае признания отцовства дочь Дали смогла бы получить права на его фамилию и часть наследства. Однако тест ДНК однозначно опроверг предположения о родстве этих людей.

## Творчество

### Театр
Сальвадор Дали — автор либретто и оформления балетов в хореографии Леонида Мясина для труппы Русский балет Монте-Карло Сержа Дэнема «Вакханалия» (музыка Р. Вагнера, 1939), «Лабиринт» на музыку Ф. Шуберта (1941), «Безумный Тристан» на музыку Р. Вагнера (1944).

### Кинематограф
В 1945 году в сотрудничестве с Уолтом Диснеем начал работу над мультипликационным фильмом «Destino». Производство тогда было отложено из-за финансовых проблем; The Walt Disney Company выпустила фильм на экраны в 2003 году.

### Дизайн
Сальвадор Дали — автор дизайна упаковки Чупа-Чупса. Энрике Бернат назвал свою карамель «Чупсом», и сначала у неё было только семь вкусов: клубника, лимон, мята, апельсин, шоколад, кофе со сливками и клубника со сливками. Популярность «Чупса» росла, увеличивалось количество выпускаемой карамели, появлялись новые вкусы. Карамель уже не могла оставаться в изначальной скромной обёртке, нужно было придумать нечто оригинальное, чтобы «Чупс» узнавали все. Энрике Бернат обратился к Сальвадору Дали с просьбой нарисовать что-нибудь запоминающееся. Художник думал недолго и менее чем за час набросал ему картинку, где была изображена ромашка «Чупа-Чупс», которая в несколько изменённом виде сегодня узнаваема как эмблема «Чупа-Чупс» во всех уголках планеты. Отличием нового знака было и его местоположение: он находится не сбоку, а сверху конфетки.

### Скульптуры
- 1969—1979 — Коллекция Клота — серия из 44 бронзовых статуй, созданных художником в своём доме в Порт Лигат.

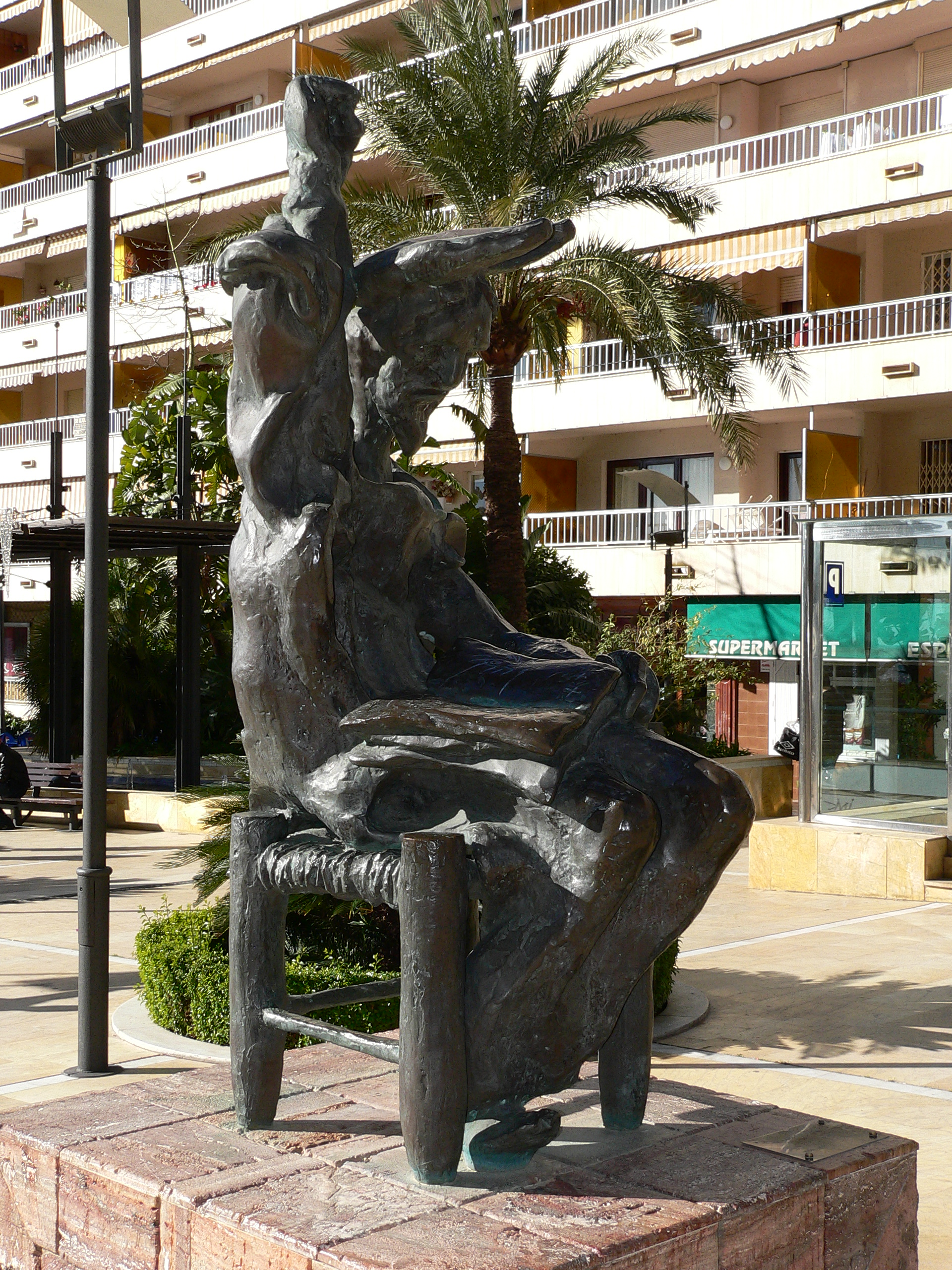
Сидячий Дон Кихот
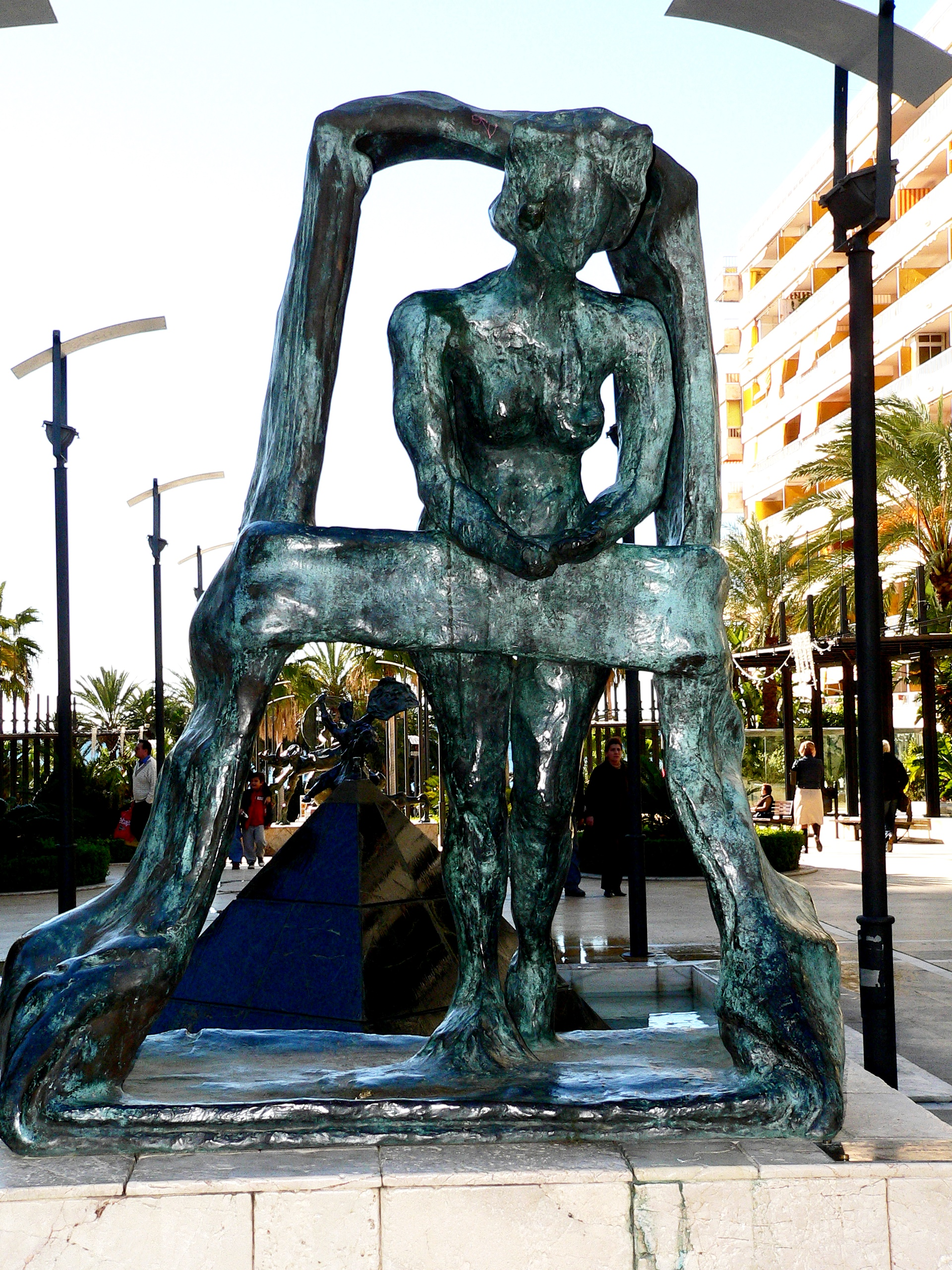
Гала в окне
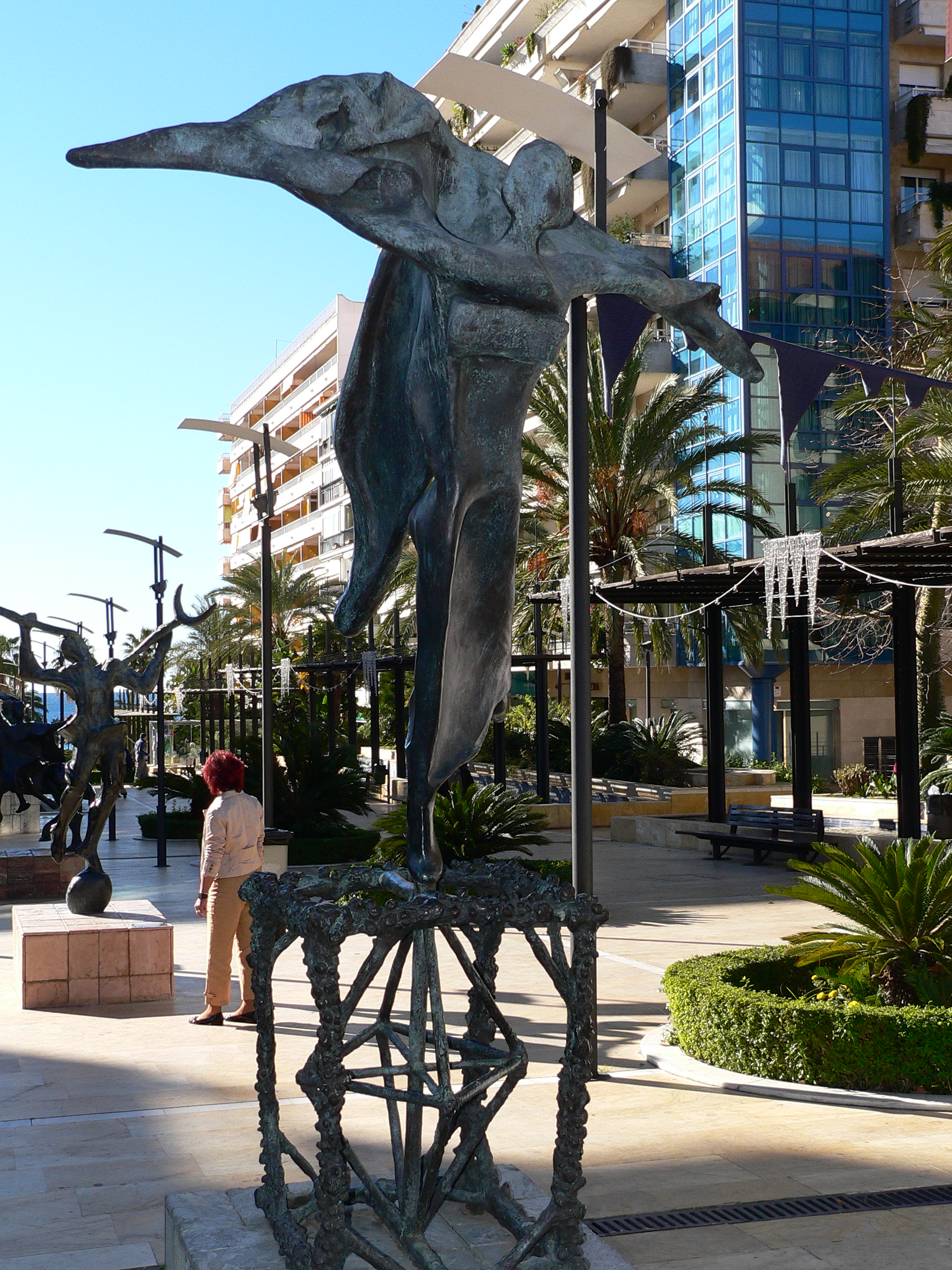
Gala Gradiva
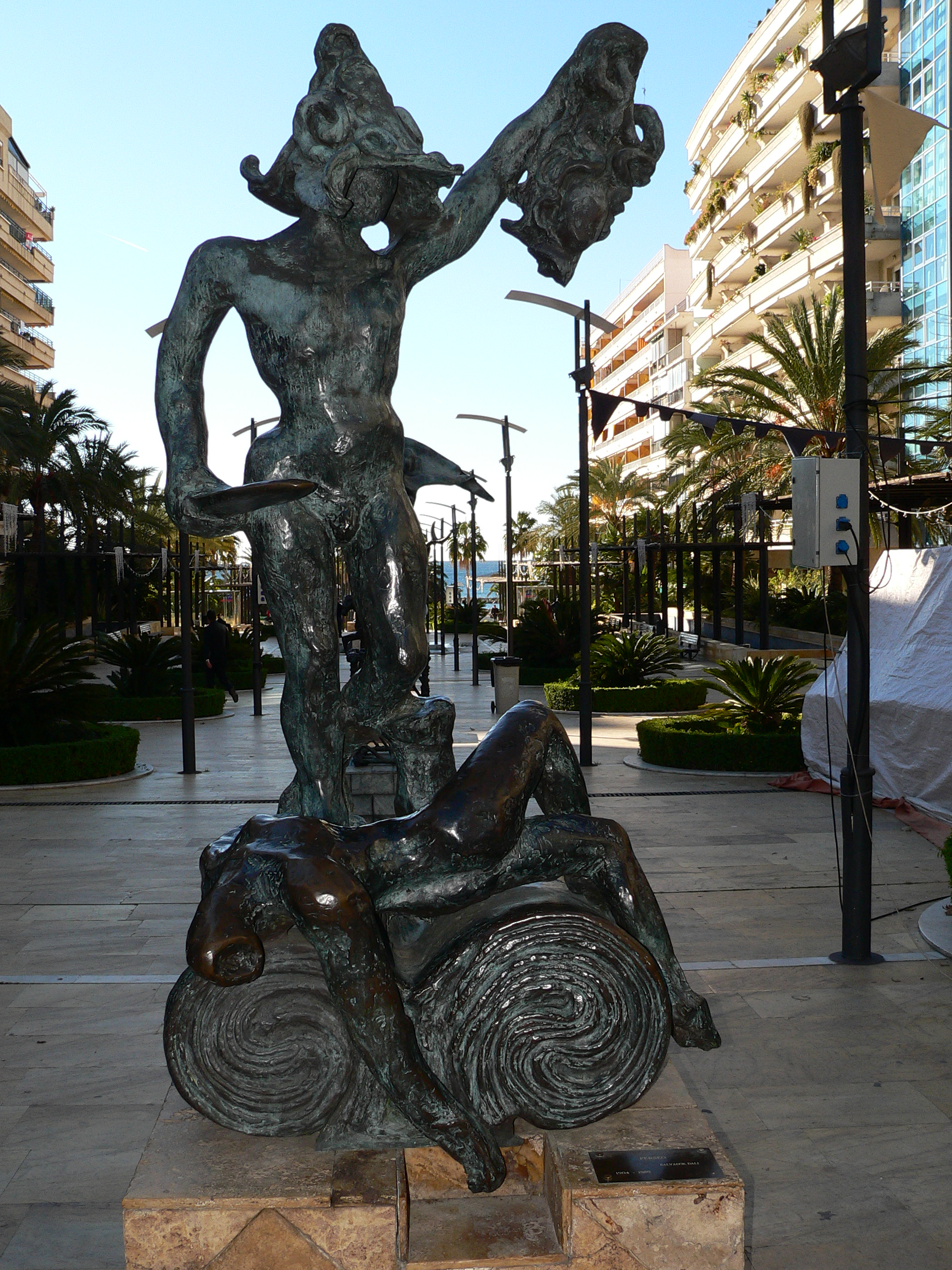
Perseo
Женская фигура (Бакинский музей современного искусства)

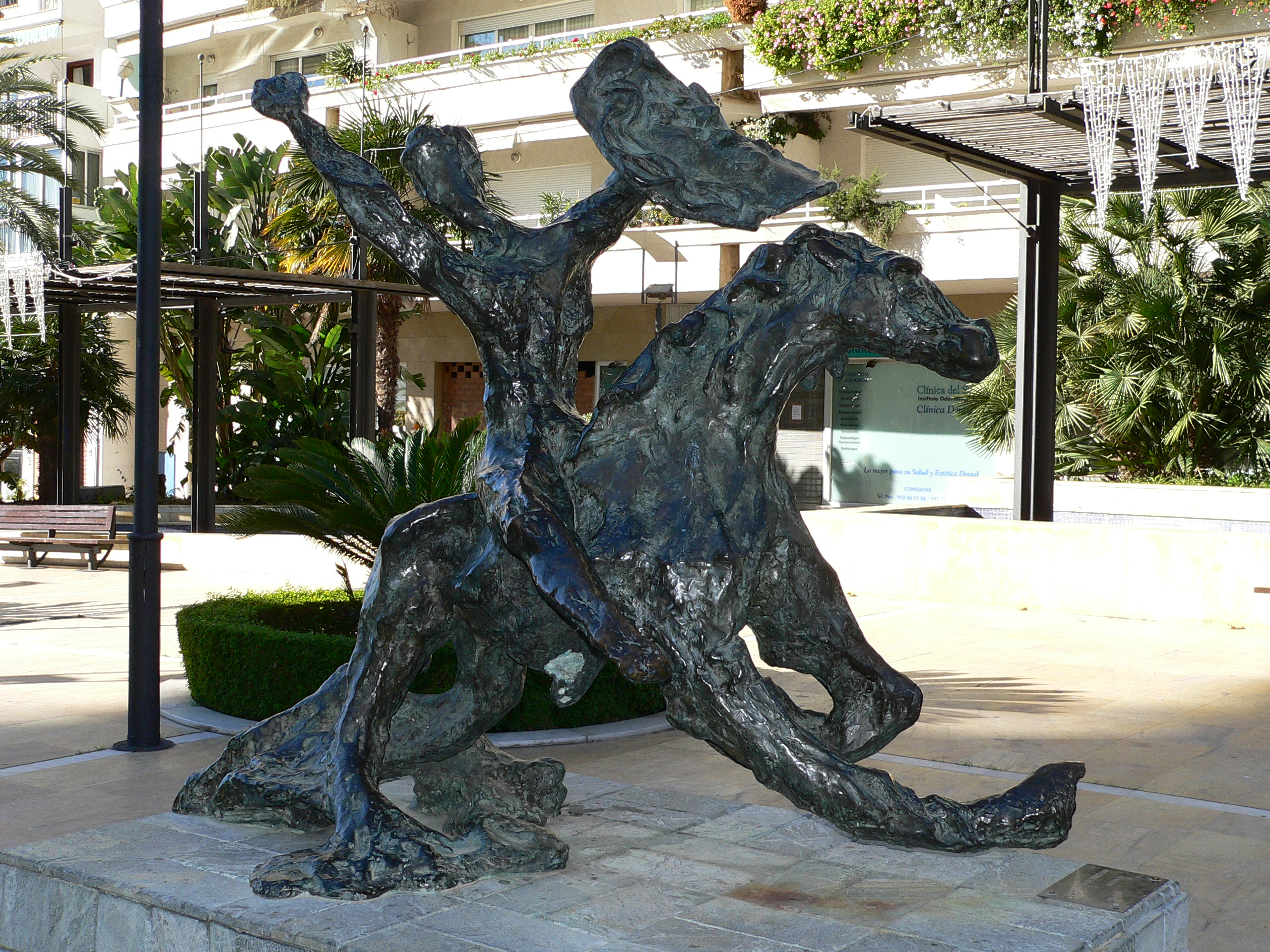
Лошадь со всадником спотыкаясь
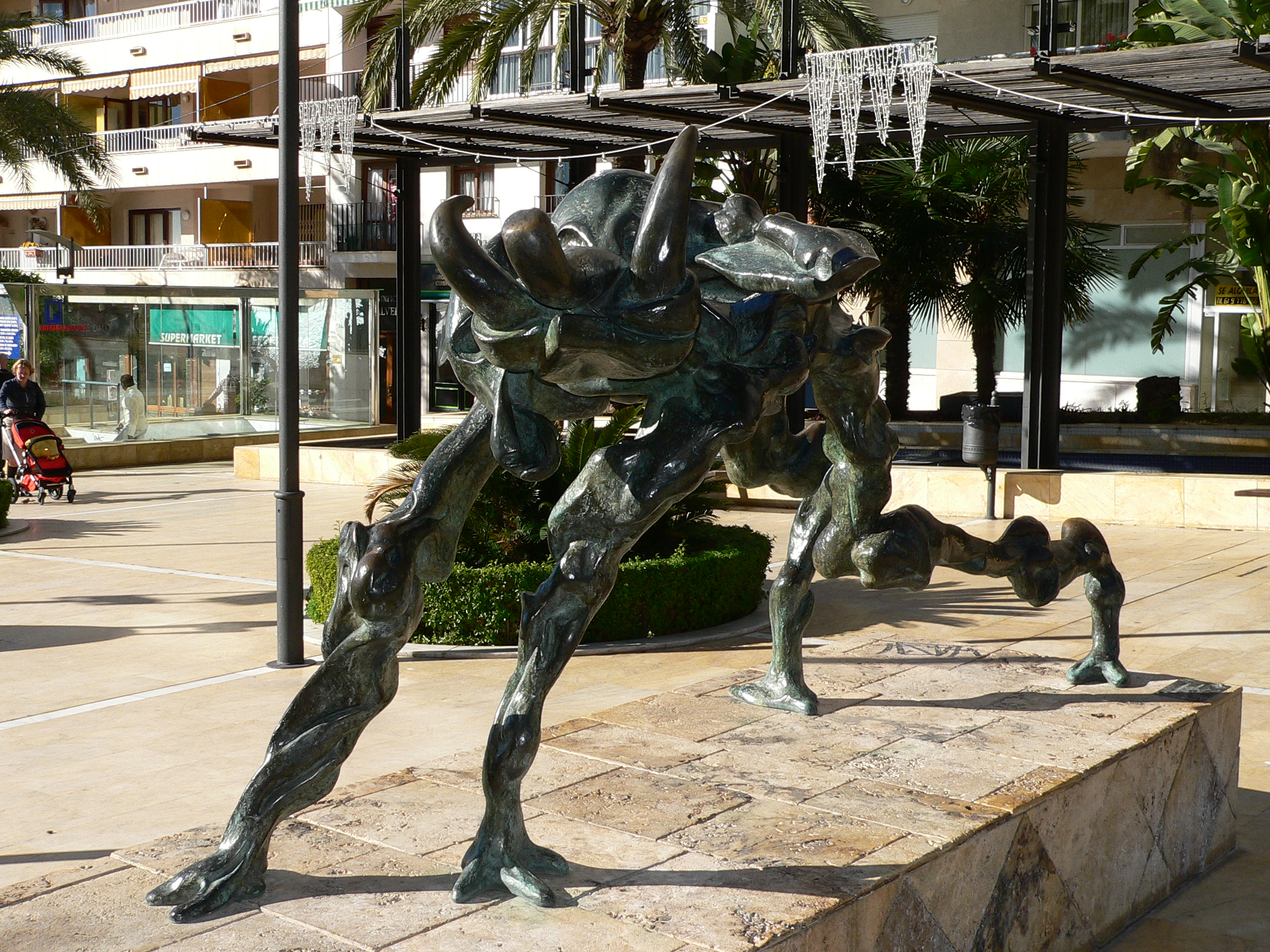
Космический слон

### В тюрьме
C 1965 года в главной столовой тюремного комплекса на острове Райкерс (США) на самом видном месте висел рисунок Дали, который тот написал как извинение заключённым за то, что не смог присутствовать у них на лекции по искусству. В 1981 году рисунок перевесили в холл «в целях сохранности», а в марте 2003 года его подменили подделкой, а оригинал украли. По этому делу предъявили обвинения четырём сотрудникам, трое из них признали себя виновными, четвёртый был оправдан, однако оригинал так и не удалось найти.

## Образ в кинематографе
| Год  | Страна                       | Название                     | Режиссёр         | Сальвадор Дали                                                |
| ---- | ---------------------------- | ---------------------------- | ---------------- | ------------------------------------------------------------- |
| 1978 | Швеция                       | Приключения Пикассо          | Таге Даниэльссон |                                                               |
| 1991 | Испания · Болгария           | Дали                         | Антонио Рибас    | Лоренцо Куинн                                                 |
| 2001 | Германия · Испания · Мексика | Бунюэль и стол царя Соломона | Карлос Саура     | Эрнесто Альтерио                                              |
| 2008 | Великобритания · Испания     | Отголоски прошлого           | Пол Моррисон     | Роберт Паттинсон                                              |
| 2011 | США · Испания                | Полночь в Париже             | Вуди Аллен       | Эдриен Броуди                                                 |
| 2023 | США                          | Быть Сальвадором Дали        | Мэри Хэррон      | Бен Кингсли / Эзра Миллер                                     |
| 2023 | Испания                      | В ожидании Дали              | Давид Пужоль     | Галь Солер                                                    |
| 2023 | Франция                      | Даааааали!                   | Квентин Дюпье    | Жонатан Коэн, Эдуар Бер, Жиль Лелуш, Пио Мармай, Дидье Фламан |